# Vegard Heggem
Vegard Heggem (ur. 13 lipca 1975 w Trondheim) – norweski piłkarz.
W karierze na zaawansowanym poziomie piłkarz ten grał w Rosenborg BK i angielskim Liverpool, a także 20 razy wystąpił dla Reprezentacji Norwegii w piłce nożnej. Pozostaje w pamięci jako strzelec gola na wyjeździe przeciwko A.C. Milan w Lidze Mistrzów UEFA w roku 1996, gdzie Rosenborg sensacyjnie wyeliminował włoski dream team, pozbawiając go tym samym gry w ćwierćfinale Ligi Mistrzów.
Heggem zadebiutował w Reprezentacji Norwegii w piłce nożnej wiosną 1998 i został wybrany na Mistrzostwa Świata w Piłce Nożnej 1998, chociaż nie zagrał tam ani minuty. Po Mistrzostwach Świata Heggem został kupiony przez Liverpool. Jego pierwsze dwa sezony spędzone na Anfield były udane pod względem sportowym, ale później ten prawy pomocnik miał liczne kontuzje. Podczas sezonu 2000/01 grał tylko w kilku meczach, a w następnych dwóch sezonach na boisku nie pojawił się ani razu. Heggem został zwolniony z kontraktu przez Liverpool w lecie 2003 i został zmuszony do zakończenia kariery piłkarskiej.
Heggem jest obecnie właścicielem i managerem połowu łososi na rzece Orkla w regionie Sør-Trøndelag w Norwegii.